# Château de la Muette
Château de la Muette je zámek v Paříži v 16. obvodu na okraji Boulogneského lesíku. Dnešní zámek vznikl na místě původního královského hradu, který byl přestavěn a posléze zbořen. Původ jména „Muette“ je sporný. Může pocházet ze slova „meute“ (= smečka psů), které se používaly při lovu nebo ze slova „mue“ (= shozené parohy), neboť se v loveckém zámečku vystavovalo paroží jelenů. Dnes je v zámku sídlo Organizace pro hospodářskou spolupráci a rozvoj.

## Historie
Francouzští králové zde měli již ve středověku malý lovecký hrad. Na konci 16. století nechal Karel X. přestavět lovecký hrad na malý zámek, který věnoval královně Margot u příležitosti jejího sňatku s Jindřichem Navarrským. Ten v roce 1606 daroval zámek dauphinovi a pozdějšímu králi Ludvíkovi XIII.
V roce 1717 Filip II. Orleánský získal zámek pro svou dceru Marii Luisu Alžbětu, vévodkyni de Berry (†1719), výměnou za château de Madrid, který se rovněž nachází v Boulogneského lesíku a nechal lovecký zámeček značně rozšířit. Po smrti vévodkyně de Berry o dva roky později prodal Filip Orleánský panství králi.
V letech 1741–1745 nechal Ludvík XV. zámek zcela přestavět podle plánů architektů Jacquese V. Gabriela a Ange-Jacquese Gabriela. V roce 1750 byl v zámeckém parku postaven kabinet kuriozit. V roce 1753 Ludvík XV., který na zámku pravidelně pobýval, rozhodl o vytvoření dlouhé aleje do Bois de Boulogne, aby měl výhled na château de Bellevue, kde pobývala madame de Pompadour. Král dokonce zvažoval přestavět zámek podle této nové osy, ale po vypuknutí sedmileté války byl nucen vzdát se myšlenky z finančních důvodů. V roce 1764 se na zámku usídlil dauphin, budoucí Ludvík XVI. Na zámku rovněž pobývala Marie Antoinetta během své svatební cesty. 
Dne 21. listopadu 1783 ze zámeckého parku vzlétl vzduchoplavec Jean-François Pilâtre de Rozier se svým horkovzdušným balonem a doletěl až na Butte aux Cailles.

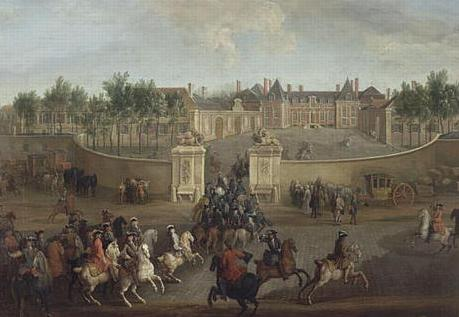
Lovecký výjev na zámku

Král se v roce 1788 rozhodl prodat zámek La Muette i nedaleký Madridský zámek a umožnil kupujícím, aby je zbořili, ovšem žádný kupec se nenašel. Během Francouzské revoluce byl zámek opuštěn a chátral. V roce 1790 byl odstraněn kabinet kuriozit a jeho vybavení bylo předáno do Pařížské observatoře. Panství bylo rozparcelováno a po částech rozprodáno. Hlavní budova zámku byla zbořena v roce 1793 a vybavení zámku bylo rozprodáno. V bočních křídlech byla zřízena tančírna a přádelna bavlny.
V roce 1816 byla stavba vrácena králi, ale kvůli nutným rozsáhlým opravám nebyl zámek převzat. Jedno z křídel, zvané malý Muette, byl převeden v roce 1818 ministerstvu financí. Druhé křídlo a téměř celý park koupil v roce 1820 výrobce klavírů Sébastien Érard, který se rozhodl obnovit panství. Vystavěl dlouhou galerii a zvýšit stavbu o dvě patra, kam umístil bohatou sbírku obrazů. Po jeho smrti v roce 1831 majetek přešel na jeho synovce Pierra Érarda, který prodal obrazy a zámek pronajal lékaři, který z něj vytvořil ortopedickou nemocnici. Ale po svatbě v roce 1838 se Pierre Érard přestěhoval do zámku a začal rekonstruovat panství. V roce 1853 koupil druhé křídlo („malý Muette“) a část parku. V této obnově pokračovala po roce 1865 i jeho vdova. V roce 1870 během obléhání Paříže a za Komuny sloužil zámek jako vojenská centrála.
Poté majetek přešel na synovce Pierra Érarda a jeho neteř, hraběnku de Franqueville, která od roku 1889 obnovovala zámek podle původních plánů. Nechala opět postavit centrální budovu a odstranit obě patra přidaná Sébastianem Érardem. V letech 1912–1919 rodina Franqueville rozparcelovala a rozprodala území parku.
Dvě velké parcely zakoupil Henri de Rothschild, který na nich nechal v letech 1921–1922 postavit velký zámek ve stylu 18. století. Po smrti hraběnky de Franqueville v roce 1919 byl původní zámek Muette zbořen. Poslední pozůstatky zmizely v roce 1926.
V roce 1940 se Rothschildův zámek Muette stal sídlem velení německého námořnictva a v roce 1945 velení amerického námořnictva. V roce 1948 dědicové Henriho de Rothschilda prodali tento majetek Organizaci pro evropskou hospodářskou spolupráci, která v zámku zřídila své sídlo. Dnes zde sídlí její nástupkyně Organizace pro hospodářskou spolupráci a rozvoj.